# 他性政治
政治学术用语，也被称作“他者政治”或“它者政治”，是从“the politics of otherness”译为中文的。“他性”不是排他性。“他”是他者(或它者)的意思，otherness。
他性始于黑格尔通过他人认识自我。用北京大学教授戴锦华的话来表述，他性政治就是某种借助“他人”的叙述得以建立的本土的文化政治与文化批判。
我们可以通俗地理解为享有特权和话语权的“文明”阶层或国家通过对没有特权和话语权的“欠文明”阶层或民族所进行政治、社会、经济、文化研究，所提出和建立的理论。
一个经常被提及的他性政治案例是盛行于西方社会的“东方主义”。爱德华·萨义德于1978年在他的著作《东方主义》中批判了西方国家的这种把“东方”视为“他们”、并与“我们”对立的观点。清华大学教授汪晖总结萨义德的批判为：“东方成为了欧洲物质文明和文化的内在组成部分，是欧洲自我得以建立的它者”。
另一个他性政治的案例是后殖民主义者对马克思主义的批判。如普林斯顿大学教授Gyan Prakash就曾指出：“当马克思主义者唾弃殖民主义时，他们的批评构架是一种普世主义的生产方式叙事。与此相反，后殖民批评旨在瓦解将西方的特殊历程予以制度化并且作为历史而占有他者的欧洲中心主义。“

## 注解
1. ↑  戴锦华. . 北京大学出版社. 2004年3月. ISBN 9787301069486.
2. ↑  汪晖. . 人文与社会. 《天涯》杂志.   [2020-10-03]. 原始内容存档于2016-08-22.
3. ↑  Gyan Prakash. . JStor. Duke University Press.   [2020-10-04]. doi:10.2307/466216. （原始内容存档于2020-10-21）.